# Ніжинський (Волгоградська область)
Ніжинський (рос. Нежинский) — селище у Ольховському районі Волгоградської області Російської Федерації.
Населення становить 492 особи. Входить до складу муніципального утворення Ніжинське сільське поселення.

## Історія
Селище розташоване у межах українського історичного та культурного регіону Жовтий Клин.
Згідно із законом від 24 грудня 2004 року № 978-ОД органом місцевого самоврядування є Ніжинське сільське поселення.

## Населення
| 2010 |
| ---- |
| 492  |